# Dešen
Dešen – wieś w Słowenii, w gminie Moravče. W 2018 roku liczyła 86 mieszkańców.